# Wasp (seriefigur)
Wasp är en seriefigur skapad av Stan Lee och Jack Kirby och figurerar i Marveluniversumet. Wasp är medlem i superhjältegruppen Avengers. 